# (15843) Comcom
(15843) Comcom est un astéroïde de la ceinture principale.

## Description
(15843) Comcom est un astéroïde de la ceinture principale. Il fut découvert le 20 septembre 1995 à Kitami par Kin Endate et Kazuro Watanabe. Il présente une orbite caractérisée par un demi-grand axe de 2,92 UA, une excentricité de 0,18 et une inclinaison de 11,9° par rapport à l'écliptique.

## Compléments